# Хоппер, Джозефина
Джозефина Верстиль Нивисон «Джо» Хоппер (англ. Josephine Verstille Nivison "Jo" Hopper; урождённая Нивисон; 18 марта 1883 года — 6 марта 1968 года) — американская художница. Ученица Роберта Генри и Кеннета Миллера. Стипендиат Фонда Хантингтона Хартфорда в 1957 году. Жена художника Эдварда Хоппера с 1924 года.

## Биография
Джозефина родилась на Манхэттене в семье пианиста и учителя музыки Эльдорадо Нивисона и Мэри Энн Нивисон (урождённой МакГрат). У неё был старший брат, умерший в детстве после 1883 года. Её младший брат, Чарльз, родился в 1884 году. Позже она рассказывала, что у её отца практически не было отцовских инстинктов, и жизнь семьи всегда была тяжела. Нивисоны часто переезжали внутри Нью-Йорка.
В 1900 году Джо поступила в бесплатную школу для учителей для молодых женщин в Нормал Колледже в Нью-Йорке (ныне Хантерский колледж). В 1904 получив степень бакалавра искусств, решила попытаться стать художником — уже в колледже она начала рисовать и выступать в постановках драматического клуба. В конце 1905 года в Нью-йоркской школе искусств она познакомилась с Робертом Генри, который вскоре попросил её позировать для портрета («Студент искусства», 1906). В феврале 1906 года Нивисон начала работать учителем в государственной школе. В течение следующего десятилетия зарабатывала на жизнь преподаванием, но никогда не оставляла искусство и поддерживала связь с Генри и многими другими художниками. В 1907 году  отправилась в Европу с Генри и некоторыми его учениками. К 1915 году  присоединилась к Актёрам на Вашингтон-сквер в качестве актрисы и выступала в их постановках. Летом посещала различные художественные колонии Новой Англии.
В 1918 году Нивисон стала искать новую работу. Она безуспешно подала заявление на работу в Красный Крест, пытаясь снова уехать заграницу. Первая мировая война ещё не закончилась, и она записалась на сестринскую должность заграницей. Получив отпуск в школе, Джо не успев уехать в конце 1918 года, вернулась в январе 1919 года, с бронхитом. В июне когда её выписали из больницы, Джо обнаружила, что потеряла свою должность преподавателя. Без денег и без дома, она нашла временное убежище благодаря старому секстону, администратору в Вознесенской церкви, который помог ей, увидев, что она плачет в церкви. Только через год она получила право на другую работу в Совете по образованию. После этого она продолжила преподавать и искать карьерные возможности искусстве.
Впервые она встретила своего будущего мужа Эдварда Хоппера в художественной школе, а затем снова в 1914 году когда они одновременно отдыхали в одном из пансионатов в Оганквите.  Однако их дружба, видимо, началась только через несколько лет. Их отношения начались  летом 1923 года, когда они оба жили в художественной колонии в Глостере, штат Массачусетс. После ухаживания, которое длилось около года, Эдвард Хоппер сделал предложение и пара поженилась 9 июля 1924 года. Они оставались вместе до смерти Эдварда в 1967 году.
Джо была натурщицей и моделью в большинстве картин своего мужа после 1924 года. Хотя Эдвард Хоппер создал только одну масляную картину своей жены (Jo Painting (1936)), но часто делал её акварели, рисунки и карикатуры . На протяжении всей своей семейной жизни Джо вела детальные дневники, в которых рассказывается о её жизни с Эдвардом и его творческом процессе. Эти дневники также показывают, что брак был проблемным: у пары были частые скандалы, которые иногда перерастали в настоящие драки. Двадцать два дневника Джозефины Хоппер находятся в коллекции Художественного объединения и Музея Провинстауна в Провинстауне, штат Массачусетс.
Поскольку карьера Эдварда Хоппера начала расти вскоре после свадьбы, художественная карьера Джо ослабла после 1920-х годов. Хотя она участвовала в нескольких групповых выставках (самая большая была организована Германом Гулаком в 1958 году в Гринвичской галерее), критики не оценили её творчество. После того, как её муж умер в 1967 году, Джо завещала все свое художественное имущество и имущество своего мужа Музею американского искусства Уитни. Тем не менее, музей отверг большую часть её работ и никогда не выставлял ничего со времени её смерти в 1968 году. Сохранилось лишь несколько её работ, а ещё несколько известны по фотографиям, сделанным Джо, которые воспроизведены биографом Левин.
Некоторые работы Джозефины выставляются, как сообщает Элизабет Соллери. Акварели Джо были выставлены в Доме-музее Эдварда Хоппера в 2014 году и несколько работ были включены в выставку «Эдвард Хоппер как иллюстратор» в музее Нормана Роквелла в Стокбридже, штат Массачусетс, также в 2014 году. В 2016 году Художественная ассоциация и музей Провинстауна, Провинстаун, Массачусетс, объявили, что 69 рисунков и акварелей Джо Хоппер были включены в дар Лоуренса С. и Дж. Антона Шиффенхауза, а также 96 рисунков Эдварда Хоппера. Выставка этих работ «Бункеры» открылась в августе 2017 года.

## Влияние на Эдварда Хоппера
Будучи женой и компаньоном Эдварда Хоппера более 40 лет, Джо влияла на его работу различными способами. Возможно, самым главным является её увлеченность акварелью, которая вдохновила Эдварда серьёзно заняться акварелью летом 1923 года.
В ряде работ Джо изображены мотивы, которые впоследствии станут важными для её мужа. Акварель Хижины, (1923), изображают два дома за мертвым деревом, тема, похожая на многие более поздние работы Хоппера. Акварель Кинотеатр — Глостер (ок. 1926–1927) предвосхитил интерес Эдварда к изображению кинотеатров, как например в картине «Нью-Йоркское кино» (1939).
Начиная с середины 1920-х годов Джо стала единственной моделью для своего мужа. Именно она придумала названия для ряда картин, включая одну из его самых известных картин маслом, Полуночники. Несмотря на их сложные отношения, она помогала, когда ее муж чувствовал сомнения по поводу картин, как, например, в случае «Пять утра» (1937). Ещё в 1936 году Джо сообщила, что её муж любил соперничать и что начало её работ часто вдохновляло Эдварда на создание собственных.
В дополнение к её роли как музы и модели, Джо служила хроникёром Эдварда. В гросбухах, которые сейчас находятся в архивах Художественного музея Уитни, Джо вела инвентаризацию произведений Хопперов: Эдварда и своих собственных. Она делала описания набросков Эдварда, записывала сделки по продаже картин. Записные книжки Джо, в том числе заметки, грубые рисунки и наброски карт, которые она делала с пассажирского сиденья, когда Эдвард водил свой «Бьюик», содержат летние поездки пары в Новую Англию. Эти материалы дают «Окно в мир Эдварда и Джозефин Хоппер», цитируя Дж. Антона Шиффенхауса. 

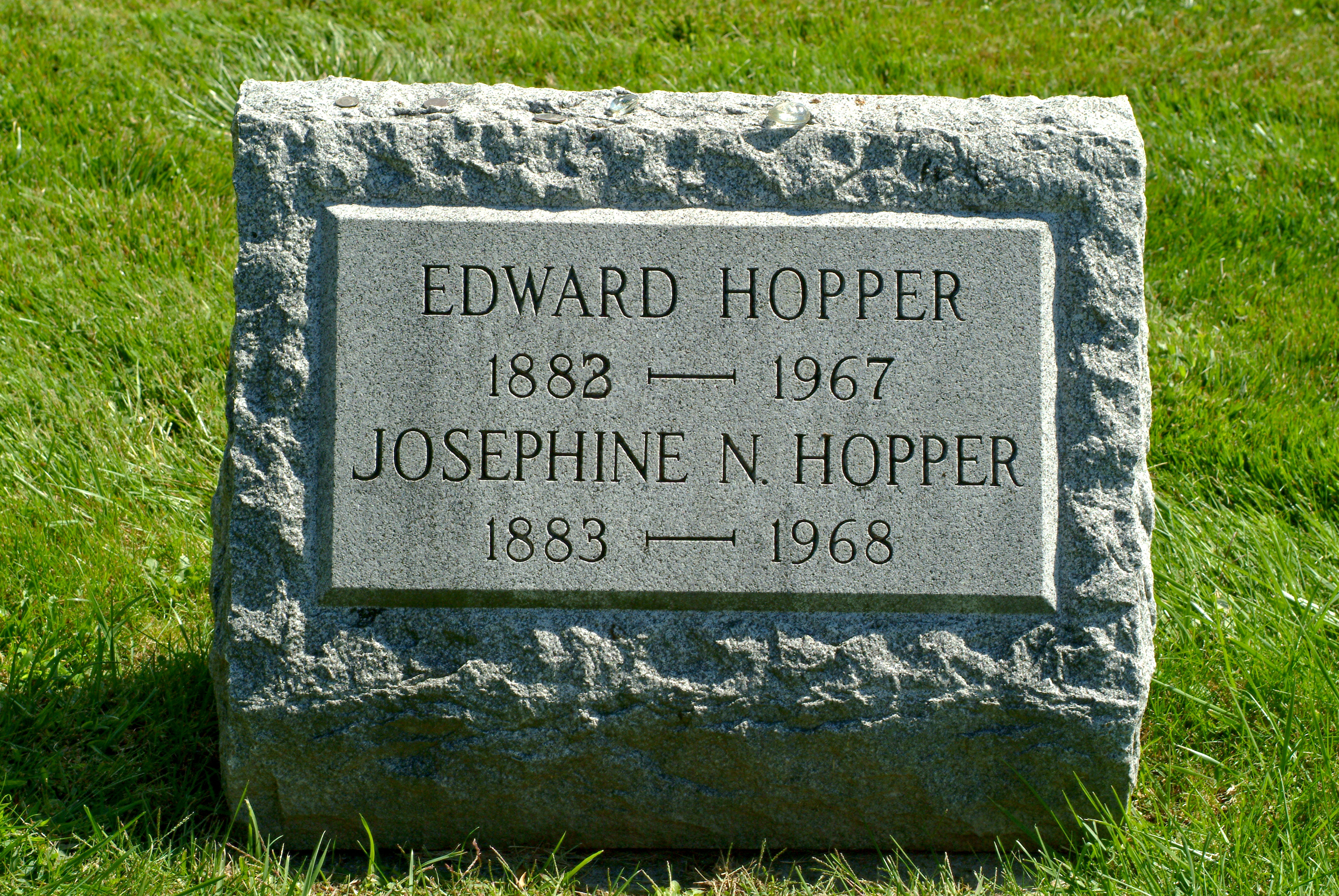
Надгробие Эдварда и Джозефины Хоппер, Кладбище Оук-Хилл, Найак. США